# Trentepohlia amissa
Trentepohlia amissa là một loài ruồi trong họ Limoniidae. Chúng phân bố ở miền Australasia.